# Doklece
Doklece so naselje v Občini Majšperk, na severovzhodu Slovenije. So naselje ob cesti Majšperk - Jurovci, ob levem bregu Dravinje. V okolišu so večinoma travniki in pašniki. Spada pod Štajersko pokrajino in Podravsko regijo.